# Ваністан
Ваністан (перс. ونيستان) — село в Ірані, у дегестані Чубар, у бахші Хавік, шагрестані Талеш остану Ґілян. За даними перепису 2006 року, його населення становило 70 осіб, що проживали у складі 17 сімей.

## Клімат
Середня річна температура становить 12,72 °C, середня максимальна – 26,89 °C, а середня мінімальна – -1,23 °C. Середня річна кількість опадів – 729 мм.
| Клімат поселення                              | Клімат поселення | Клімат поселення | Клімат поселення | Клімат поселення | Клімат поселення | Клімат поселення | Клімат поселення | Клімат поселення | Клімат поселення | Клімат поселення | Клімат поселення | Клімат поселення | Клімат поселення |
| Показник                                      | Січ.             | Лют.             | Бер.             | Квіт.            | Трав.            | Черв.            | Лип.             | Серп.            | Вер.             | Жовт.            | Лист.            | Груд.            |                  |
| Середній максимум, °C                         | 9,96             | 9,22             | 10,81            | 15,25            | 19,96            | 24,64            | 26,89            | 26,47            | 21,83            | 18,63            | 13,91            | 10,32            |                  |
| Середня температура, °C                       | 4,73             | 4,00             | 5,58             | 10,01            | 14,74            | 19,40            | 22,89            | 22,50            | 17,84            | 14,65            | 9,94             | 6,34             |                  |
| Середній мінімум, °C                          | −0,49            | −1,23            | 0,37             | 4,79             | 9,53             | 14,18            | 18,91            | 18,51            | 13,86            | 10,65            | 5,95             | 2,36             |                  |
| Норма опадів, мм                              | 57               | 54               | 67               | 58               | 50               | 30               | 14               | 33               | 82               | 128              | 87               | 69               |                  |
| Середньомісячна швидкість вітру, м/с          | 2.30             | 2.50             | 2.44             | 2.53             | 2.30             | 2.34             | 2.66             | 2.38             | 2.10             | 2.00             | 2.18             | 2.10             |                  |
| Середньомісячна сонячна радіація, кДж/м²·день | 6867             | 9239             | 11347            | 15700            | 19643            | 22313            | 23310            | 19715            | 15912            | 10817            | 8249             | 6451             |                  |
| --------------------------------------------- | ---------------- | ---------------- | ---------------- | ---------------- | ---------------- | ---------------- | ---------------- | ---------------- | ---------------- | ---------------- | ---------------- | ---------------- | ---------------- |
| Джерело:                                      |                  |                  |                  |                  |                  |                  |                  |                  |                  |                  |                  |                  |                  |